# Pinotta
Pinotta è un idillio o opera in 2 atti composta da Pietro Mascagni su libretto di Giovanni Targioni-Tozzetti. 
L'opera ebbe la prima esecuzione con successo il 23 marzo 1932 al Teatro del Casinò di Sanremo.

## Opera
Pinotta costituisce una rielaborazione di due opere giovanili di Mascagni: la cantata In Filanda (1881) e la canzone La tua stella (1882). Il libretto fu opera di Giovanni Targioni-Tozzetti, collaboratore piuttosto assiduo del compositore, e narra dell'amore di Baldo, un lavoratore, per Pinotta, una giovane filatrice della bottega di Andrea. Alla fine, Baldo e Pinotta si sposano. L'opera ebbe notevole successo e venne rappresentata numerose volte a Firenze, Napoli, Roma, Torino ed in altre città. Oggi comunque non è più un titolo di repertorio e le sue rappresentazioni sono molto rare.

## Ruoli
| Ruolo           | Voce      | Cast della prima, 23 marzo 1932 (Direttore: Pietro Mascagni) |
| --------------- | --------- | ------------------------------------------------------------ |
| Pinotta         | soprano   | Mafalda Favero                                               |
| Baldo           | tenore    | Alessandro Ziliani                                           |
| Andrea          | baritono  | Ernesto Badini                                               |
| primo zeffiro   | soprano   | Nerina Ferrari                                               |
| secondo zeffiro | contralto | Rita Melis                                                   |
| terzo zeffiro   | contralto | Carmen Tornari                                               |

## Registrazioni
Esistono soltanto due registrazioni dal vivo di Pinotta:
- 1974 : Maria Luisa Cioni (Pinotta), Giuseppe Vertechi (Baldo), Lino Puglisi (Andrea) - Orchestra RAI, Gennaro D'Angelo - Unique Opera Records Co.
- 1995 : Gloria Guida Borelli (Pinotta), Antonio De Palma (Baldo), Thomas Mürk (Andrea) - Orchestra Festival di Bruxelles, Dirk de Caluwé - Bongiovanni
- 2022: Silvia Dalla Benetta (Pinotta), Fabio Armiliato (Baldo), Carlo Colombara (Andrea) - Orchestra Opera Discovery: Francesco Ledda - Opera Discovery